# Gabrovo (província)
Gabrovo (búlgaro: Габрово) é um província da Bulgária. Sua capital é a cidade de Gabrovo.

## Municípios
A província de Gabrovo (oбласт, oblast) possui 4 municípios (singular: oбщина, obshtina - plural: oбщини, obshtini):
| Municípios | Cirílico | Área km² | População (censo 1/2/2011) | Sede     |
| ---------- | -------- | -------- | -------------------------- | -------- |
| Dryanovo   | Дряново  | 271      | 9 588                      | Dryanovo |
| Gabrovo    | Габрово  | 556      | 64 240                     | Gabrovo  |
| Sevlievo   | Севлиево | 941      | 35 349                     | Sevlievo |
| Tryavna    | Трявна   | 255      | 11 601                     | Tryavna  |